# Collégiale de la Sainte-Trinité de Thil
La collégiale de la Sainte-Trinité de Thil est un joyau de l’art gothique du XIVe siècle qui se dresse sur la commune de Vic-sous-Thil dans le département de la Côte-d'Or, en région Bourgogne-Franche-Comté.
Les ruines de la collégiale de Thil font l’objet d’un classement au titre des monuments historiques par arrêté du 12 septembre 1905.

## Situation géographique
Les vestiges de la collégiale de Thil se situent à l'extrémité nord de la butte de Thil, appartenant à la commune de Vic-sous-Thil, dans le département de la Côte-d'Or. Sur cette colline boisée, culminant à 481 m d'atitude, constituée de calcaires du Bajocien, la collégiale domine la vallée du Serein à l'ouest et celle de l'Armançon à l'est.

## Histoire
Les premières mentions de la collégiale de la Sainte-Trinité de Thil remonte au XIVe siècle. Dans l'acte de fondation du chapitre de Thil datant du 10 mars 1340, Jean de Thil, seigneur de Thil, indique : "[...] que dans ladite chapelle, nul ne puisse être inhumé, à l'exception du seigneur de Thil, de son épouse, de leurs enfants et des membres de leur famille, des doyens, chanoines et marguilliers de la chapelle et des nobles qui auront fait dons et donations au doyen et aux chanoines [...]". La consécration de l'église a lieu le 12 août 1344 par Guillaume d'Auxonne.
Le roi de France Philippe de Valois ratifie en 1343 la fondation de Jean de Thil, seigneur de Thil. Les lettres-patentes royales reprennent les dispositions de 1340, indiquant que seuls les seigneurs de Thil peuvent être inhumés dans la collégiale. Les successeurs de Jean de Thil doivent construire des maisons auprès de l'église.
Plusieurs chanoines se distinguent dans le royaume de France comme Etienne Le Prince, doyen de la Sainte-Chapelle en 1515, Antoine de Longueval, maître de la chapelle du roi en 1516 ou encore Mile Le Mairet, prévôt de Notre-Dame d'Autun. Antoine Blandin, ordonné prêtre en 1775 et chanoine de la collégiale, figure parmi les prêtres du diocèse d'Autun refusant de prêter le serment à la Constitution civile du clergé.
En 1793, la Convention nationale réquisitionne une cloche de la collégiale datant de 1730 à titre de bien national. Elle est vendue et sert depuis lors le temple de La Chaux.
L'intérieur de la collégiale possède plusieurs tombes de personnages importants, notamment celle d'Henri Sayve, lieutenant général de Bourgogne mort en 1672.

## Description
La collégiale de la Sainte-Trinité de Thil est formée d'un chœur du XVe siècle et d'une nef du XIIe siècle.

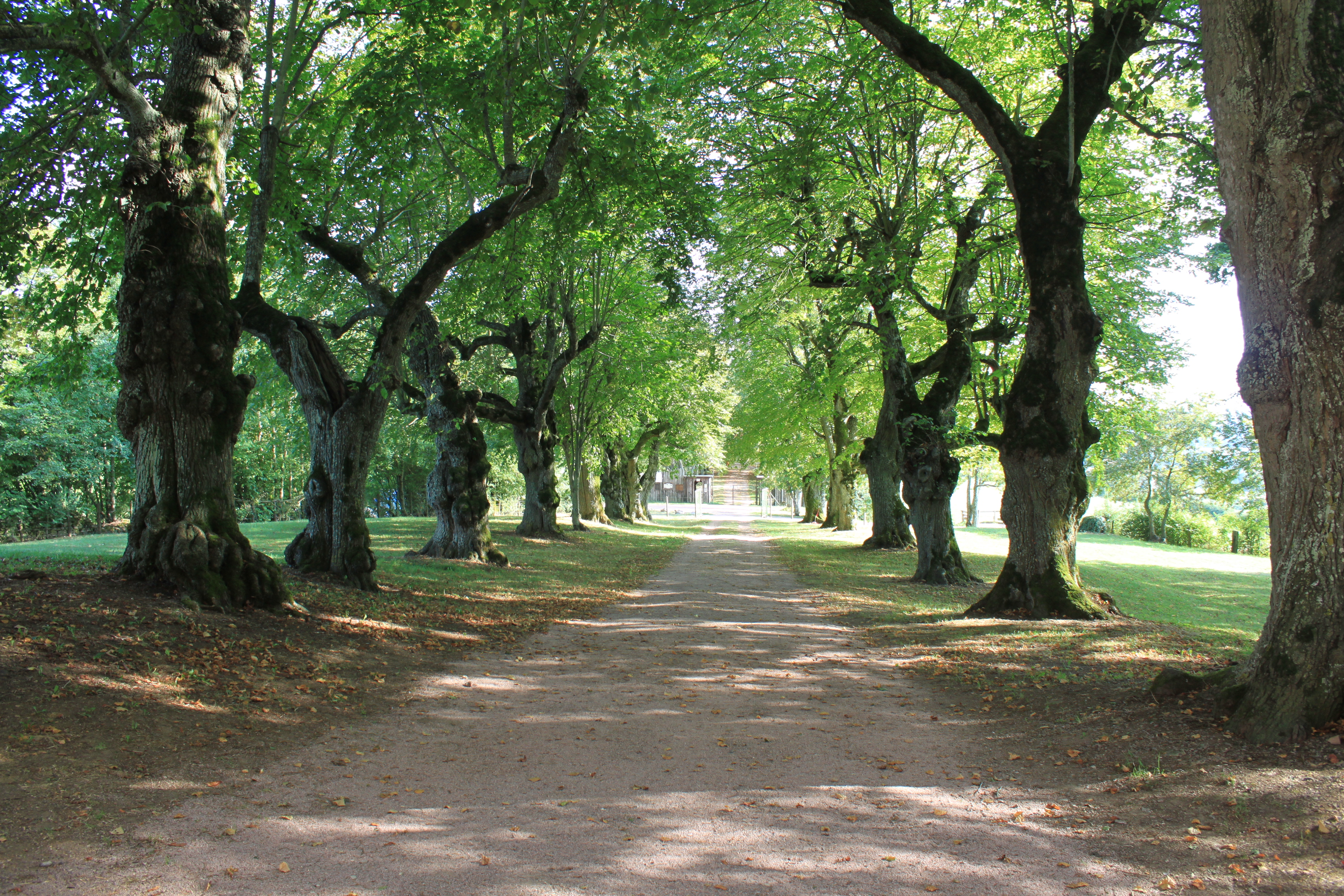
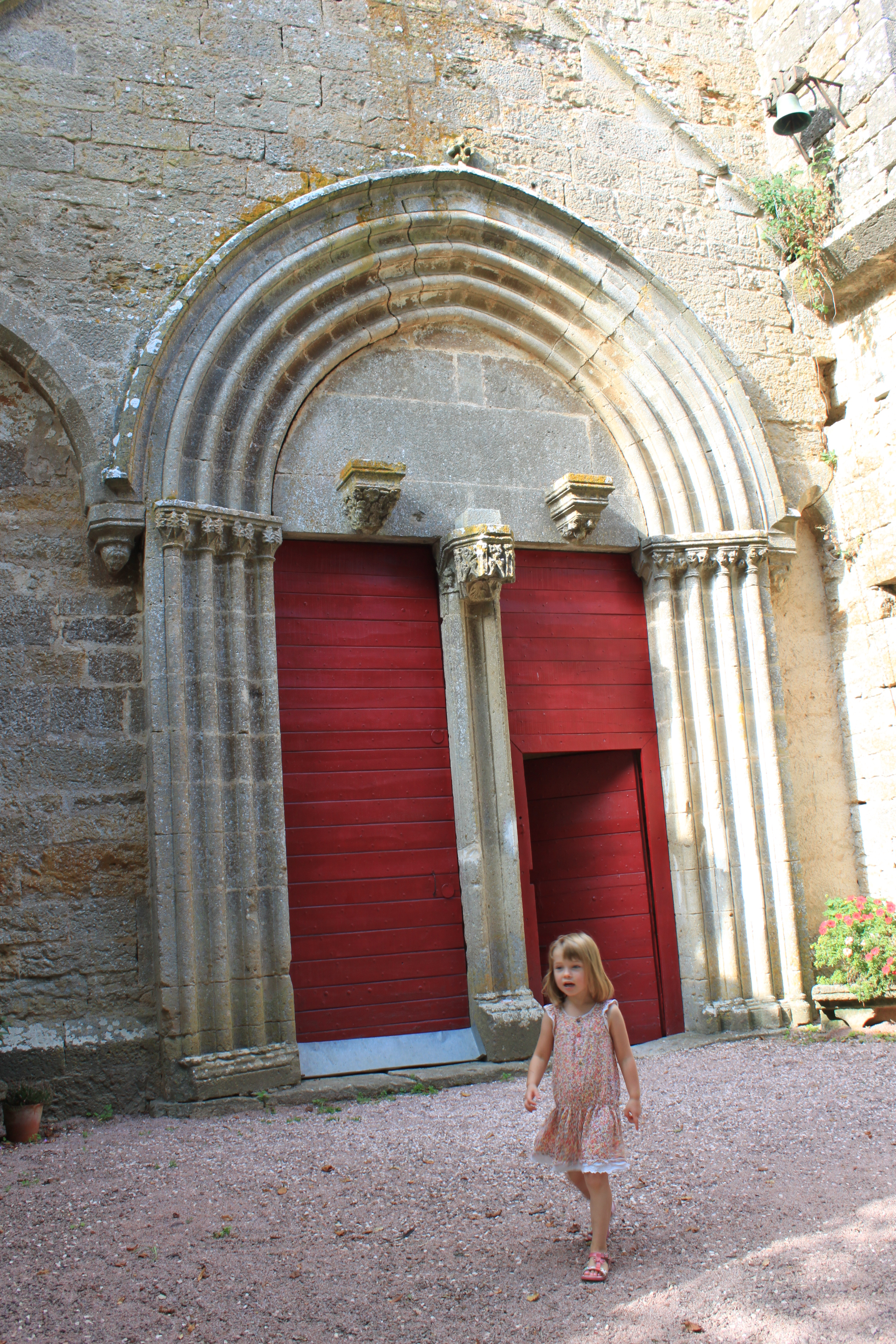
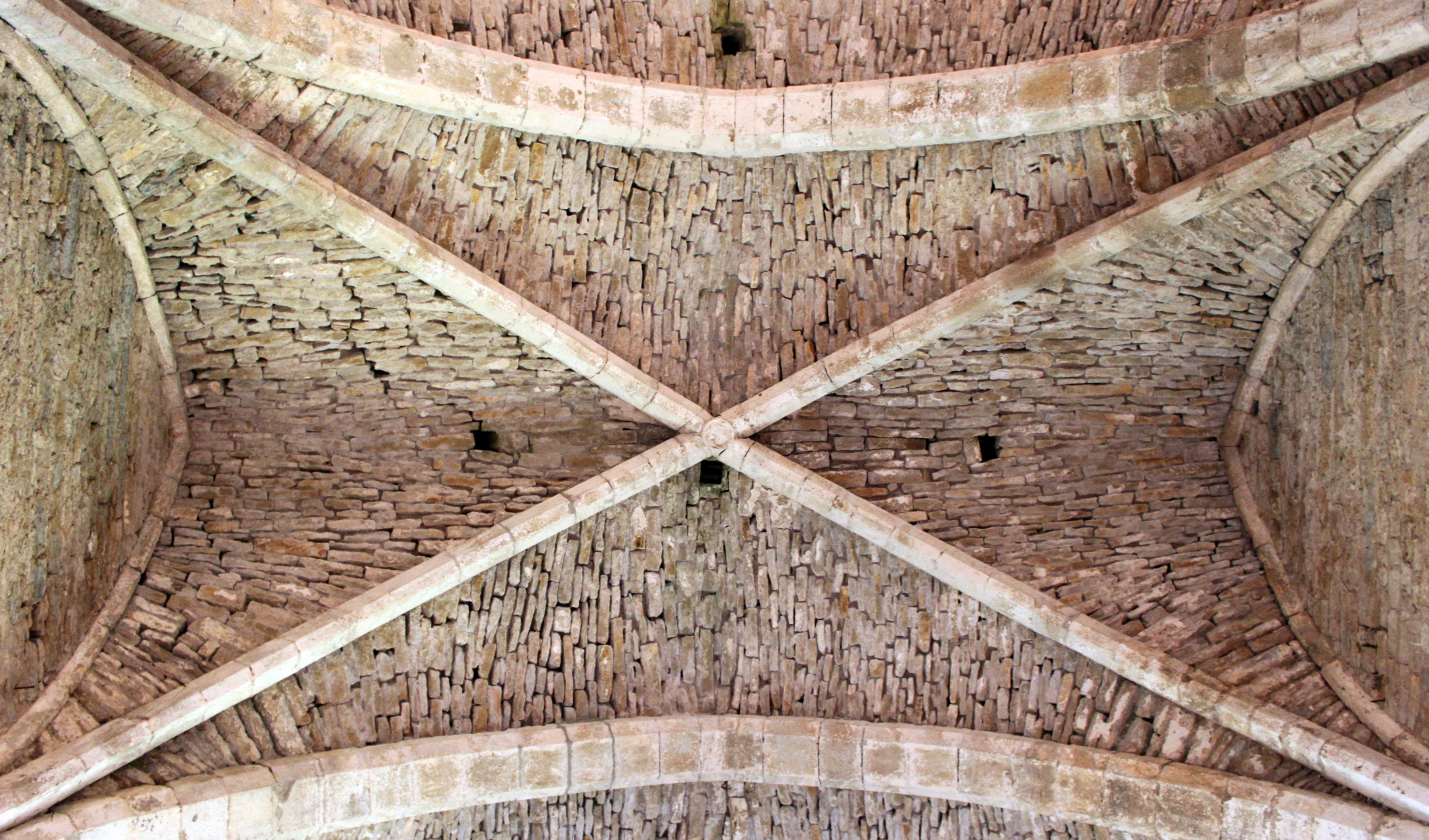
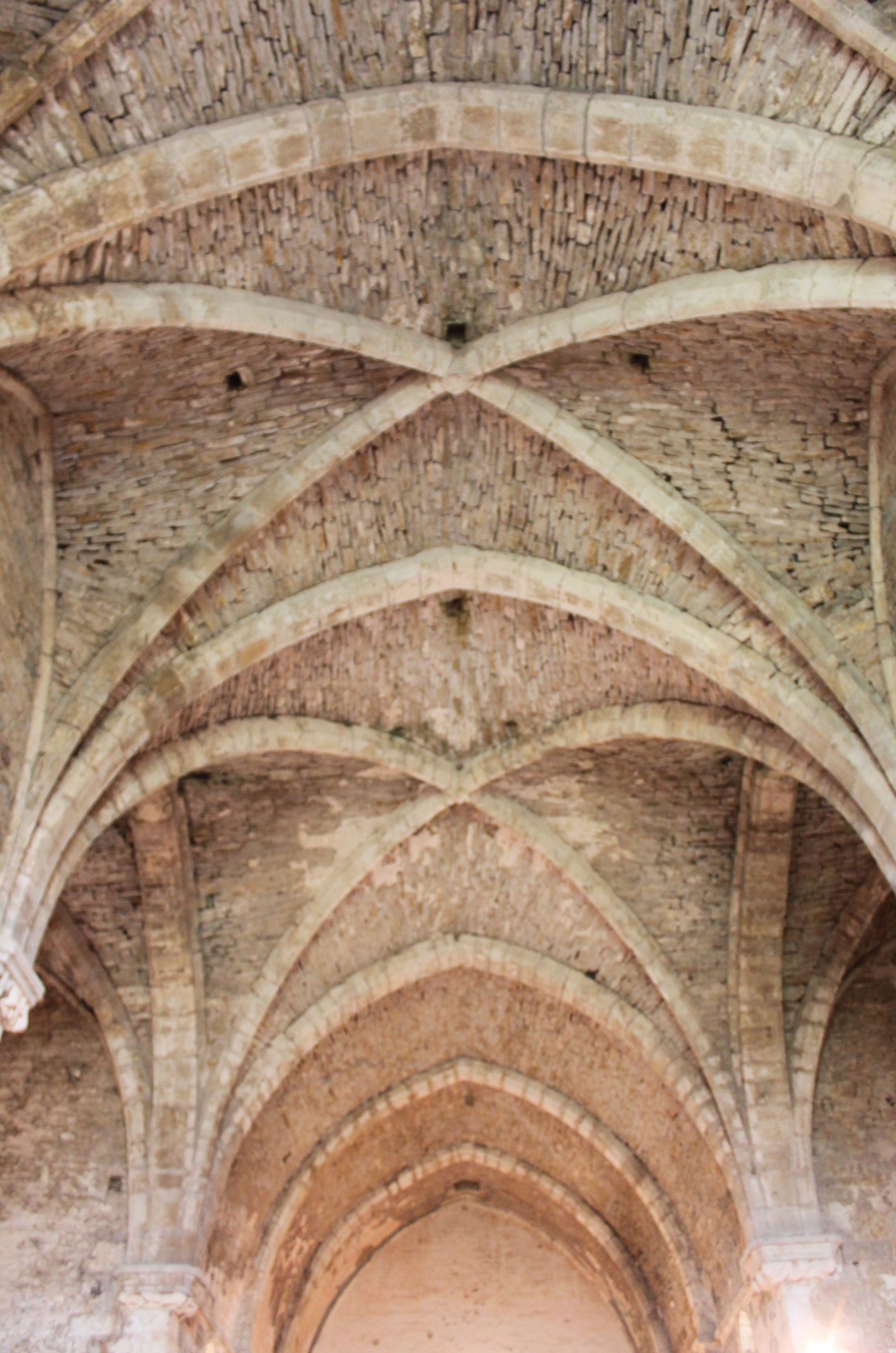
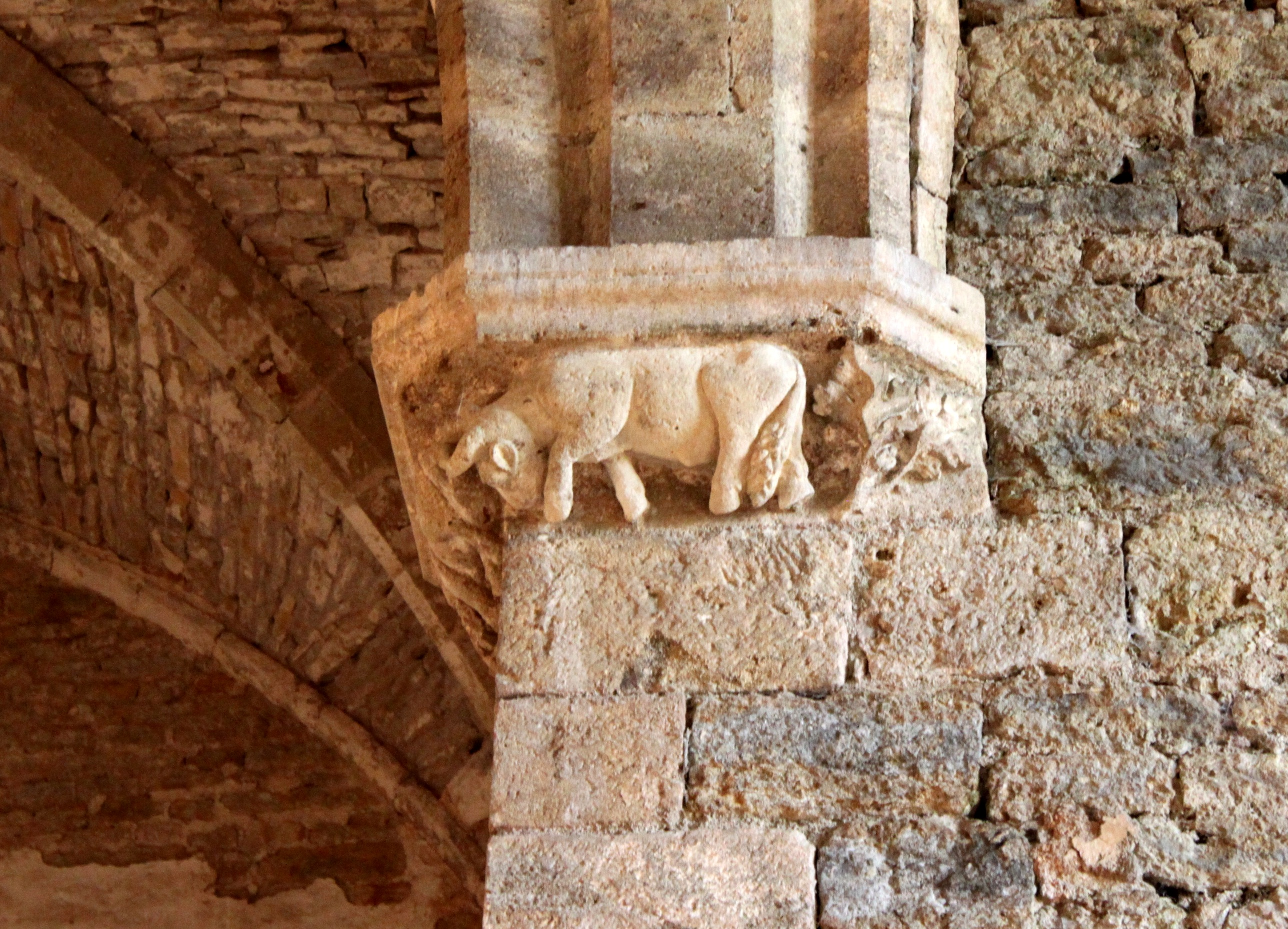
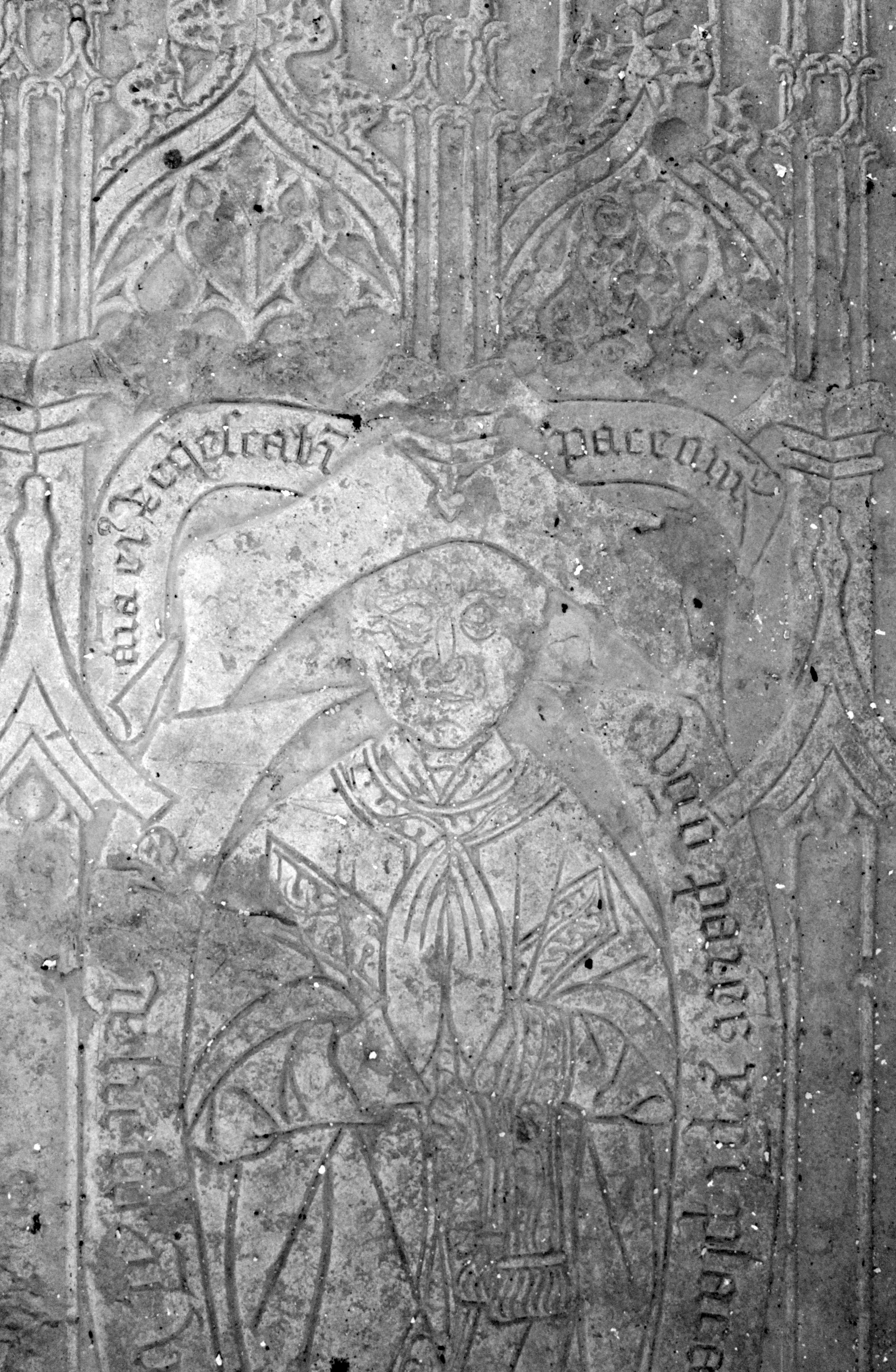
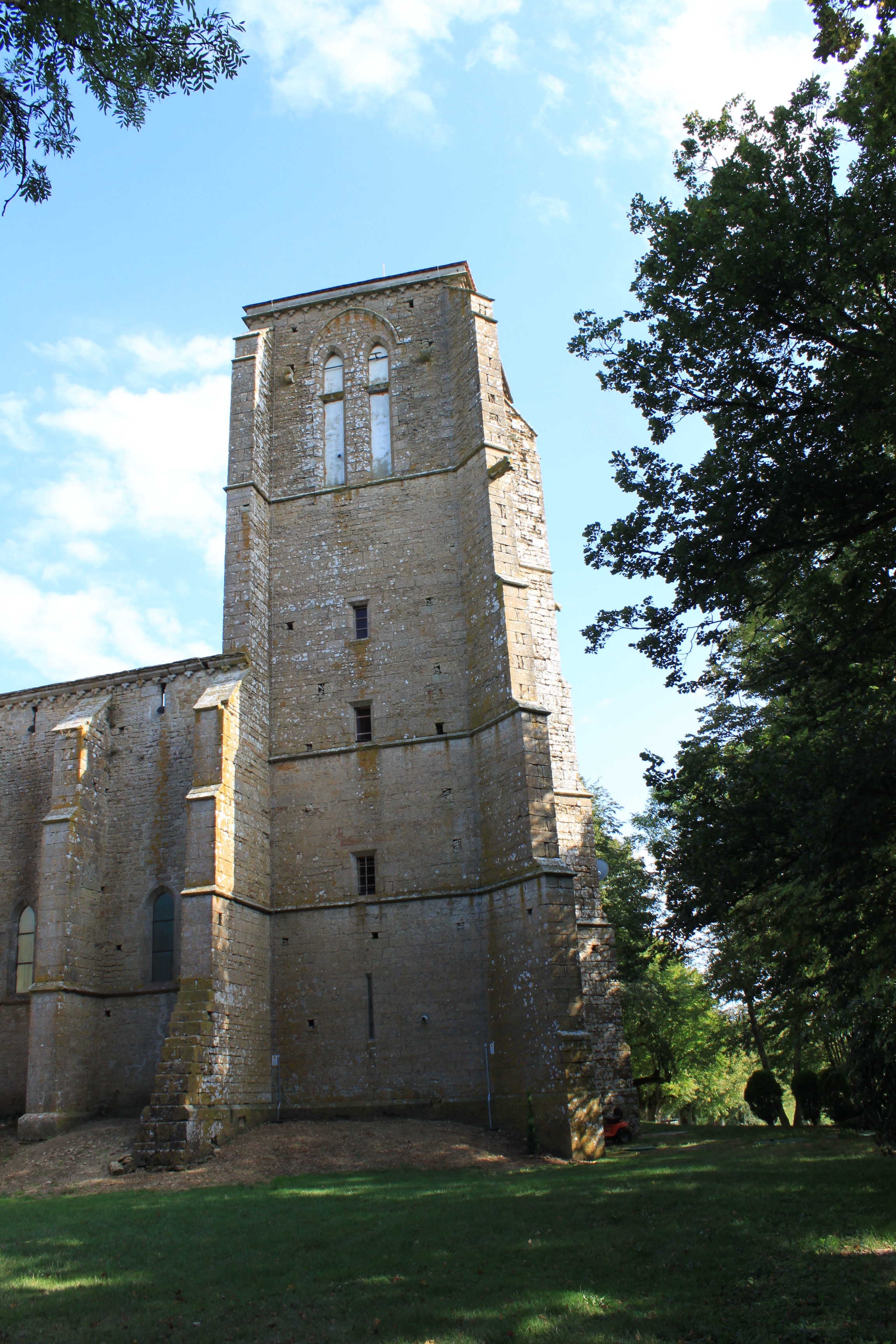
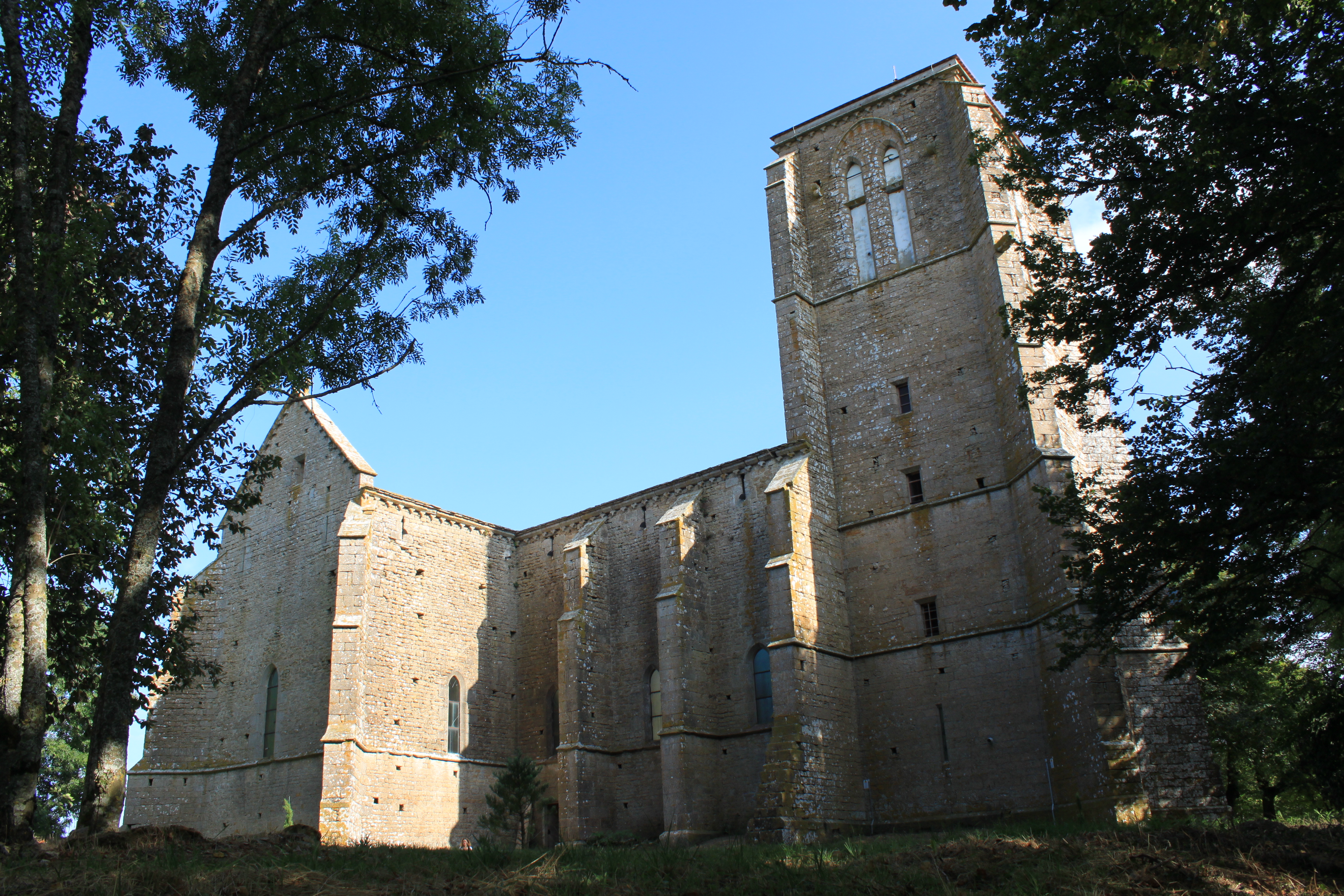